# Верне (Верхняя Гаронна)
Верне́ (фр. и окс. Vernet) — коммуна во Франции, находится в регионе Юг — Пиренеи. Департамент — Верхняя Гаронна. Входит в состав кантона Отрив. Округ коммуны — Мюре.
Код INSEE коммуны — 31574.

## География
Коммуна расположена приблизительно в 610 км к югу от Парижа, в 19 км к югу от Тулузы.
На востоке коммуны протекает река Арьеж, а на западе — река Лез.

## Климат
Климат умеренно-океанический. Зима мягкая и снежная, весна характеризуется сильными дождями и грозами, лето сухое и жаркое, осень солнечная. Преобладают сильные юго-восточные и северо-западные ветры.

## Население
Население коммуны на 2010 год составляло 2080 человек.
| 1962 | 1968 | 1975 | 1982 | 1990 | 1999 | 2010 |
| ---- | ---- | ---- | ---- | ---- | ---- | ---- |
| 842  | 1023 | 1272 | 1715 | 2015 | 1895 | 2080 |

## Администрация
| Период | Период | Фамилия       | Партия | Примечания |
| ------ | ------ | ------------- | ------ | ---------- |
| ?      | 2001   | Реми Балар    |        |            |
| 2001   | 2008   | Жан Боконьяни |        |            |
| 2008   | 2020   | Серж Деманж   |        |            |

## Экономика
В 2010 году среди 1387 человек трудоспособного возраста (15—64 лет) 1028 были экономически активными, 359 — неактивными (показатель активности — 74,1 %, в 1999 году было 72,6 %). Из 1028 активных жителей работали 946 человек (494 мужчины и 452 женщины), безработных было 82 (37 мужчин и 45 женщин). Среди 359 неактивных 99 человек были учениками или студентами, 169 — пенсионерами, 91 были неактивными по другим причинам.

## Достопримечательности
- Мельница (XVII век). Исторический памятник с 1988 года[4]

## Фотогалерея
- Вокзал (1900 год)
- Карта коммуны